# بيدزد صحرا رود (مقاطعة فسا)
بيدزد صحرا رود (بالفارسية: بید زرد) هي منطقة سكنية تقع في فارس في إيران.